# 6. korpus (Kopenska vojska ZDA)
Za druge 6. korpuse glejte 6. korpus.
6. korpus (izvirno angleško VI Corps) je bil korpus Kopenske vojske Združenih držav Amerike.